# آلان غيغوير
آلان غيغوير هو سياسي كندي، ولد في 24 أكتوبر 1958 في لا شين في كندا. نشط حزبياً في الحزب الديمقراطي الجديد. في الانتخابات الاتحادية الكندية 2011 ‏، انتخب عضو مجلس العموم الكندي عن دائرة Marc-Aurèle-Fortin (electoral district) ‏ وقد انضم خلال فترته النيابية ‏ (2 مايو 2011 – 18 أكتوبر 2015) للكتلة البرلمانية الحزب الديمقراطي الجديد وانتخب عضو مجلس العموم الكندي.